# 景堂图书馆旧址
景堂图书馆旧址，位于中国广东省江门市新会区会城镇仁寿路，为新会区文物保护单位，类型为近现代重要史迹及代表性建筑，公布时间为1995年。
景堂图书馆旧址的历史年代为民国。